# Diego de Mesa
Diego de Mesa (Jerez de la Frontera, ¿? - Tenerife, 1532) fue un hidalgo y conquistador castellano que participó en la conquista de la isla canaria de Tenerife a finales del siglo xv.

## Biografía
Era oriundo de Jerez de la Frontera, hijo de Álvaro Ruiz de Mesa, caballero de la Orden de la Banda y alcaide de Jimena y del castillo de Ronda, y de Inés de Vique. Tuvo como hermanos a Lope y Juan de Mesa, que se avecindaron en Tenerife, y a Inés de Mesa, que residía en Jerez.
En 1495 formó parte del cuerpo expedicionario enviado a Tenerife por el duque de Medina Sidonia, Juan Alonso Pérez de Guzmán, para ayudar al capitán de la conquista Alonso Fernández de Lugo después de haber sufrido este la pérdida prácticamente total de su primer contingente conquistador en la batalla de Acentejo.
Mesa, bajo el mando de Bartolomé de Estopiñán, fue capitán de una de las compañías de jinetes —de toda la caballería según José de Viera y Clavijo— que conformaban el contingente de mil peones y cincuenta caballeros del duque. Este cuerpo, formado por veteranos de la guerra de Granada, fue clave para las victorias castellanas en las batallas de la Laguna y segunda de Acentejo, destacándose además en las operaciones de pacificación posteriores a la rendición de los reyes guanches en 1496.
Finalizada la conquista Diego pasó a avecindarse en la isla, concediéndole el nuevo gobernador Alonso Fernández de Lugo numerosas tierras en el valle de la Orotava y en otras zonas del fértil norte de la isla durante el repartimiento. Mesa fue regidor del cabildo tinerfeño entre 1501 y 1514, habiendo sido nombrado por el propio Adelantado, y en 1506 el licenciado Juan Ortiz de Zárate, enviado por los reyes para llevar a cabo una reformación del repartimiento de tierras y aguas hecho por Lugo, le facultó además para señalar el emplazamiento de la población de La Orotava, donde más tarde residiría.

En 1510 organizó y participó en una expedición esclavista a Berbería junto a Pedro Fernández de Lugo, hijo del Adelantado, y otros vecinos.

## Vida personal
Diego se casó en Sanlúcar de Barrameda con Catalina Peláez, pero se separaron y no tuvieron descendencia. Luego, establecido ya como vecino de Tenerife, Mesa tuvo con Leonor Martínez cinco hijos ilegítimos: Álvaro de Mesa, Inés de Mesa, Juan de Mesa, Diego de Mesa y Lope Ruiz de Mesa. Este último fue legitimado por privilegio regio, siendo posteriormente regidor de Tenerife y cuyo descendiente, José de Mesa y Lugo, alcanzaría el título de marqués de Torre Hermosa en 1671.
Falleció en Tenerife hacia 1532.